# 2,5-hexanodiol
El 2,5-hexanodiol, llamado también hexano-2,5-diol, diisopropanol o 2,5-dihidroxihexano, es un diol de fórmula molecular C6H14O2.
Es isómero de posición del 1,6-hexanodiol y del 1,2-hexanodiol, estando los grupos funcionales hidroxilo (-OH) en las posiciones 2 y 5 de la cadena carbonada. Los carbonos en estas dos posiciones son asimétricos, por lo que el 2,5-hexanodiol es una molécula quiral. 

## Propiedades físicas y químicas
El 2,5-hexanodiol es un líquido incoloro viscoso que tiene su punto de fusión a -9 °C —similar al del 3,4-hexanodiol pero inferior al del 1,6-hexanodiol— y su punto de ebullición a 217 °C.
En fase líquida posee una densidad de 0,961 g/cm³, mientras que en fase gaseosa su densidad es 4,1 veces mayor que la del aire.
Es miscible en agua; el valor calculado del logaritmo de su coeficiente de reparto, logP, varía ampliamente entre -0,33 y 0,62, por lo que su solubilidad puede ser algo mayor en disolventes hidrófobos —como el 1-octanol— que en disolventes hidrófilos.
En cuanto a su reactividad, es incompatible con anhídridos de ácidos, cloruros de acilo, cloroformiatos, agentes oxidantes y agentes reductores.

## Síntesis y usos
El 2,5-hexanodiol puede sintetizarse por reducción de 2,5-hexanodiona con borohidruro de sodio o por desnitración de 3-nitrohexano-2,5-diol con benceno.
Asimismo, la reacción de Michael entre nitroetano y metilvinilcetona, llevada a cabo en medio acusoso, permite obtener este diol, con un rendimiento del 60%.
Por otra parte, el esteroisómero (2S,5R) de este diol es el compuesto de partida para la elaboración, en tres  pasos, de un catalizador quiral nucleófilo de 4-aminopiridina utilizado en síntesis asimétrica.
En el ámbito de la biotecnología se ha logrado la síntesis del enantiómero (2R,5R)-hexanodiol por reducción diastereoselectiva de 2,5-hexanodiona con Lactobacillus kefir DSM 20587; la proporción así obtenida de dicho isómero es superior al 99%.
Igualmente, mediante la evolución en laboratorio de la enzima alcohol deshidrogenasa proveniente de Pyrococcus furiosus se ha conseguido obtener una proporción del enatiómero (2S,5S) —componente básico en la elaboración de productos farmacéuticos y agroquímicos— diez veces mayor que la normal a 30 °C.
En la naturaleza este compuesto ha sido identificado en Brassica campestris subsp chinensis, planta anual de la familia de las Brassicaceae.

## Precauciones
El 2,5-hexanodiol es combustible, teniendo su punto de inflamabilidad a 101 °C. Su temperatura de autoignición es de 490 °C.
La exposición a este compuesto provoca irritación en ojos, piel y vías respiratorias. Además puede ser tóxico si se ingiere y puede ocasionar problemas en el sistema nervioso.